# Zavokzalni (Sochi)
Zavokzalni (del ruso: Завокзальный) es un microdistrito perteneciente al distrito Central de la unidad municipal de la ciudad-balneario de Sochi del krai de Krasnodar del sur de Rusia.
Está situado en la zona oriental del distrito, entre las proximidades de la orilla izquierda del río Sochi y la vertiente septentrional del monte Batareika. Sus principales arterias son las calles Titova, Sevastopolskaya y Alpiskaya.

## Historia

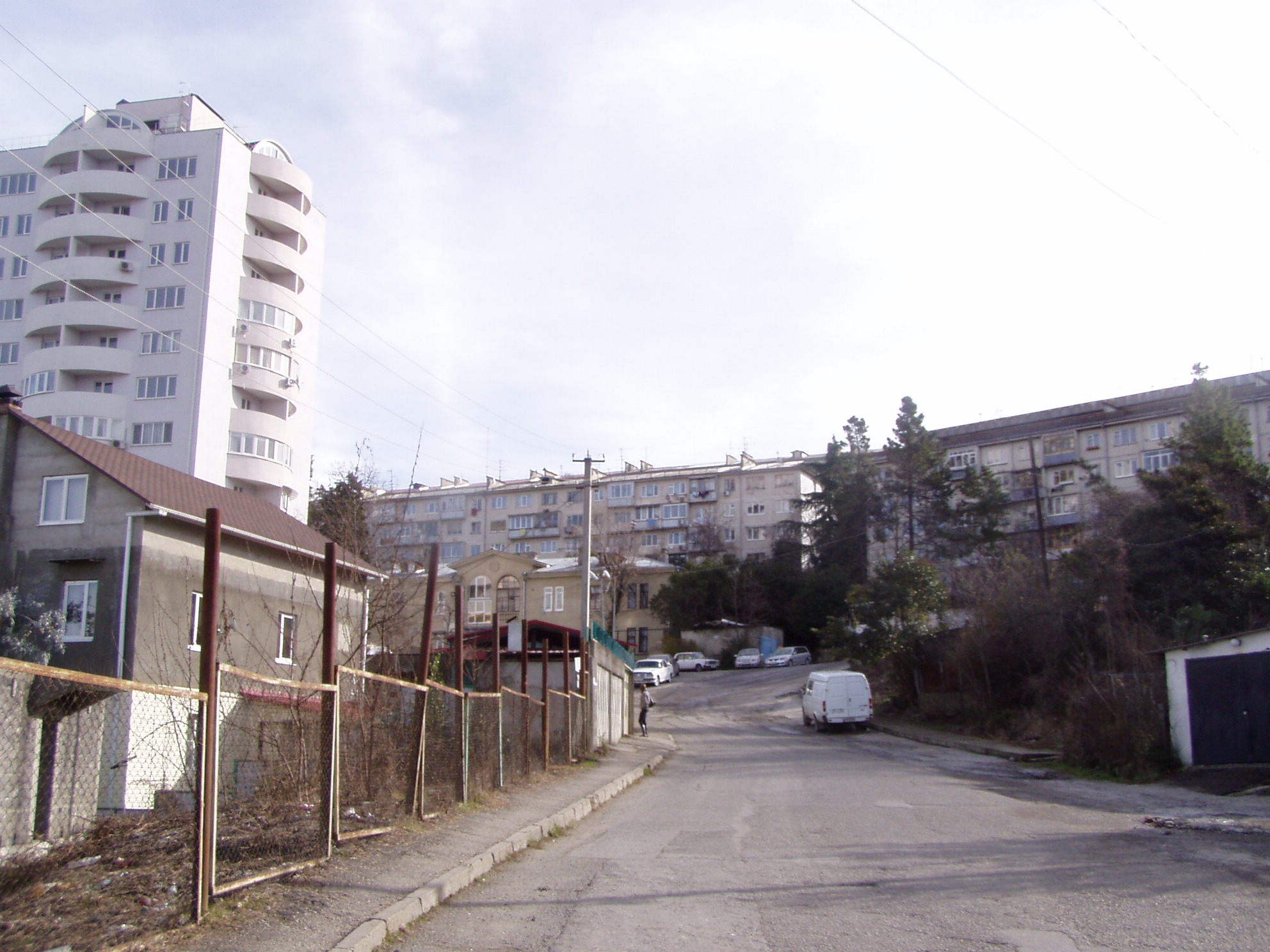
Calle Sevastopolskaya.

Ha recibido su nombre por su disposición tras la estación de ferrocarril de Sochi. La parte noroeste del microdistrito corresponde a Areda un asentamiento surgido a principios del siglo XX. En 1920 se estableció aquí un sovjós, más tarde llamado V. I. Lenin, sobre las fincas del hacendado Kostarev, y en la década de 1930 se comenzó la edificación de casas.